# Alcatel-Lucent

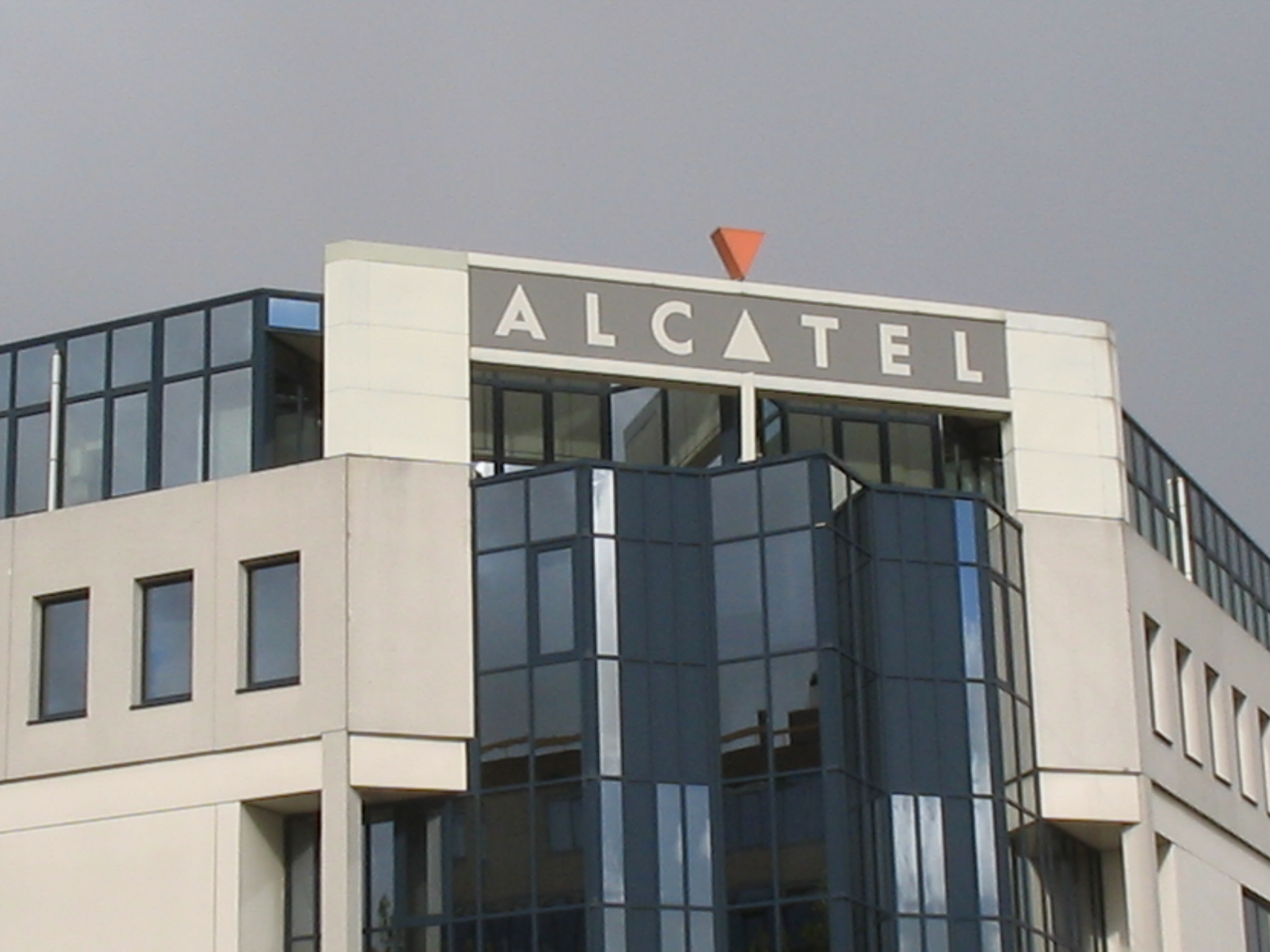
Kantoor in Rijswijk Plaspoelpolder

Alcatel-Lucent was een Frans telecommunicatiebedrijf en het resultaat van een fusie tussen Alcatel en Lucent Technologies per 1 december 2006. Begin 2016 werd het bedrijf overgenomen door het Finse Nokia.
De naam Alcatel-Lucent bestaat nu alleen nog als Alcatel-Lucent Enterprise, de bedrijfstak voor bedrijfstelefonie en communicatie dat in 2014 aan China Huaxin werd verkocht.

## Activiteiten
Het bedrijf leverde oplossingen aan serviceproviders, ondernemingen en overheden zodat die in staat zijn om spraak-, data- en videocommunicatiediensten aan eindgebruikers aan te bieden. Alcatel-Lucent opereerde in meer dan 130 landen en was een van de grotere research-, technologie- en innovatieorganisaties in de telecomsector. Het hoofdkantoor stond in Parijs.
De fusie van Alcatel en Lucent Technologies vertegenwoordigde een waarde van US$ 13,4 miljard. Door het samengaan ontstond een bedrijf met een jaaromzet van US$ 25 miljard en 88.000 medewerkers. Door de overlap van functies werd al aangegeven dat er zo'n 9000 banen gaan verdwijnen. De oud-aandeelhouders van Lucent kregen 40% van de aandelen in Alcatel-Lucent en de oud-Alcatel aandeelhouders de resterende 60%. In 2001 hadden de twee al eerder gesprekken gevoerd, maar ze konden toen geen overeenstemming bereiken over de zeggenschap in de nieuwe combinatie.
In de zomer van 2008 stapten bestuursvoorzitter Patricia Russo en voorzitter Serge Tchuruk op. Dit was na de publicatie van het zesde kwartaalverlies op rij en sinds de fusie in 2006 heeft het bedrijf een cumulatief verlies geleden van 4,8 miljard euro.
Van september 2008 tot februari 2013 werd het bedrijf geleid door de Nederlander Ben Verwaayen. De Fransman Michel Combes was de CEO vanaf april 2013.
In december 2009 kocht Dassault Aviation het minderheidsbelang van Alcatel-Lucent in Thales. Dassault nam het belang van 20,8% in Thales over voor € 1,6 miljard.
De fusie van Alcatel en Lucent was geen succes. De twee onderdelen werkten moeizaam samen en de marktwaarde was na de fusie met zo'n 80% gedaald tot vlak voor het overnamebod van Nokia. Het heeft in de periode 2006 tot en met 2014 slechts één jaar met winst afgesloten.
Alcatel-Lucent behaalde in 2014 een omzet van 13 miljard euro en leed hierover een verlies van 0,1 miljard euro. Het telde in dat jaar zo'n 52.800 medewerkers. Het was de vierde speler in de wereldwijde markt voor mobiele netwerken met een marktaandeel van ongeveer 10%. 

## Overname door Nokia
In april 2015 maakte Nokia bekend Alcatel-Lucent over te gaan nemen voor 15,6 miljard euro, te voldoen in Nokia-aandelen. Het fusiebedrijf gaat verder als Nokia Corporation met het hoofdkantoor in Finland. Het komt voor een derde in handen van de huidige aandeelhouders van Alcatel-Lucent en de meerderheid krijgen de Nokia-aandeelhouders. De combinatie gaat wereldwijd ruim 110.000 werknemers tellen, waarvan zo'n 6000 in Frankrijk. De twee behaalden in 2014 een totale omzet van bijna 26 miljard euro en een operationele winst van 2,3 miljard euro. Na de fusie is het de tweede speler in de markt voor mobiele netwerken geworden, na Ericsson maar voor Huawei, met een marktaandeel van 25%. In januari 2016 werd de overname afgerond.